# Юний натураліст (Україна)
«Ю́ний натуралі́ст» — український науково-популярний журнал для юнаків та дівчат. Часопис був додатком до всеукраїнського науково-популярного та літературно-художнього молодіжного журналу «Наука-Фантастика». Виходить 1 раз на місяць. Журнал засновано в березні 1996 року. Формат: україномовний чорно-білий журнал з кольоровою обкладинкою, без реклами. Передплатний індекс у державному підприємстві «Преса» 74669. Головний редактор — В. І. Тимошенко. Заступник головного редактора — Н. В. Воронковська.

## Тематика
Тематика часопису природнича. Публікує статті, повідомлення й замітки про природу, рослинний і тваринний світ.